# アイン・アル＝ワルダの戦い
アイン・アル＝ワルダの戦い（アイン・アル＝ワルダのたたかい、英語: Battle of Ayn al-Warda、アラビア語: مَعْرَكَة‌ عَيْن ٱلْوَرْدَة）は、イスラーム世界が第二次内乱の最中にあった685年1月初旬にウマイヤ朝の軍隊とタッワーブーン（悔悟者たち）と呼ばれるアリー家を支持する一派の軍隊との間で行われた戦闘である。
タッワーブーンは、イスラームの預言者ムハンマドのサハーバ（教友）であるスライマーン・ブン・スラドに率いられたクーファのアリー家支持派の住民によって結成された集団である。この集団は、ウマイヤ朝のカリフのヤズィード1世に対する反乱を率いるように要請していたムハンマドの孫であるフサイン・ブン・アリーへの支援に失敗し、680年10月に発生したカルバラーの戦いでフサインが殺害されたことに対する償いを目的としていた。当初のタッワーブーンの運動は小さな地下運動であったが、683年にヤズィード1世が死去した後、イラクで広く支持を受けるようになった。しかしながら、タッワーブーンの一団はウバイドゥッラー・ブン・ズィヤードの指揮する大規模なウマイヤ朝の軍隊がイラクへ侵攻する準備を進めていたシリア北部に向けて出発する直前に多くの支持者から離反された。
その後、アイン・アル＝ワルダ（現代のラース・アル＝アイン）において3日間にわたって続いた戦いで小規模なタッワーブーンの軍隊は完全に打ち破られ、スライマーンを含む指導者たちは殺害された。それでもなお、この戦いは後により大きな成功をみせたムフタール・アッ＝サカフィーによる運動の先駆けとなり、その運動への原動力であることを証明することになった。

## 背景
676年に初代のウマイヤ朝のカリフであるムアーウィヤ1世（在位：661年 - 680年）によって実行された息子のヤズィード1世（在位：680年 - 683年）への後継者の指名は、イスラーム国家におけるムアーウィヤ1世の権力の増大に不満を抱いていた多くの人々の反発を招いた。世襲による権力の継承は、部族の中のより広い範囲で統治者の地位が継承されていたアラブの慣習と、イスラーム共同体における最高位の職権は誰の所有物でもないとするイスラームの原則とは相容れないものであった。イスラーム研究家のジェラルド・R・ホーティングによれば、反対派は特にその徳のある血筋を理由として「カリフの候補者と見なされ得るいくつかの主張」を押し通すことが可能であったムハンマドの数人の著名なサハーバ（教友）の息子たちによって率いられていた。これらの反対派はヤズィード1世を承認させるための甘言か、あるいは賄賂の受け取りを拒否した。
680年4月にムアーウィヤ1世が死去した後、カリフに即位したヤズィード1世は、すべての反対派が拠点としていたマディーナ（メディナ）の総督に対して反対派の者たちに忠誠を誓わせるように命じた。これらのヤズィード1世への反対派のうち、フサイン・ブン・アリーとアブドゥッラー・ブン・アッ＝ズバイルは総督の要求から逃れ、メッカ（マッカ）へ逃亡した。そこでフサインは、ヤズィード1世に対する反乱を導きフサインの父親のアリー・ブン・アビー・ターリブが以前に保持していたイスラーム共同体の指導者としての正当な地位を取り戻すために招待する旨の手紙をイラクのアラブ軍の駐屯地であったクーファから受け取った。フサインは従兄弟にあたるムスリム・ブン・アキールを自分を迎えるにあたっての体制づくりのために派遣した。ムスリム・ブン・アキールは期待ができる旨の報告を送り、フサインに対してクーファへの出発を促した。しかしながら、その後まもなくムスリム・ブン・アキールはウマイヤ朝の総督のウバイドゥッラー・ブン・ズィヤード（以下、イブン・ズィヤード）によって拘束された後に処刑され、ムスリム・ブン・アキールへの協力者たちは行動を封じ込まれた。この状況を知ることのないままフサインはクーファに向かったが、クーファの郊外に位置するカルバラーで攻撃を受けて殺害された。フサインが期待をしていた支援は決して届くことはなかった。

## 交戦勢力

### タッワーブーン

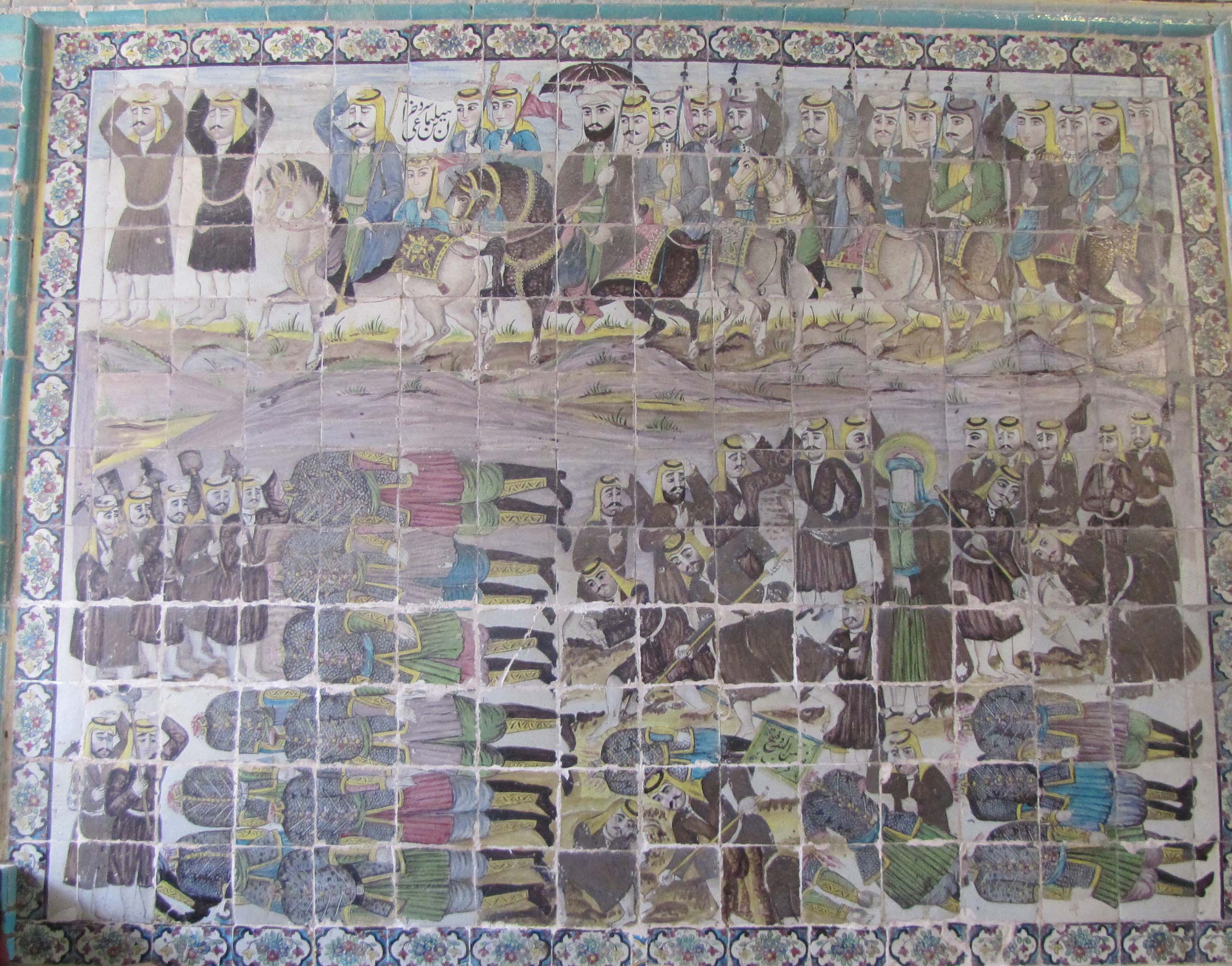
タッワーブーンの軍隊の様子を描いた20世紀のケルマーンシャーのタイルワーク

自らをタッワーブーン（悔悟者たち）と呼んだフサインの支持者の一部は最悪の事態を招いた自らを責め、自分たちの指導者に対する罪深い遺棄を追体験することで償う決心をした。イスラームにおける自殺の禁止を考慮し、タッワーブーンは虐殺の加害者に対する戦いの中で自分自身を犠牲にすることで救済と殉教を達成しようとした。ムハンマドのサハーバであり、古くからのアリーの協力者であったスライマーン・ブン・スラドが運動の指導者として選ばれた。その一方で、683年にカリフのヤズィード1世が死去した影響でウマイヤ朝の権威がイスラーム国家の全域にわたって失われ、第二次内乱として知られる内戦を引き起こすことになった。イブン・ズィヤードはイラクから追放されてシリアへ逃亡した。これによってタッワーブーンは行動に移すための有利な環境を手に入れることになった。大々的な運動への募集活動が開始され、16,000人がこの運動に参加するという大きな成果を上げた。しかしながら出発の日に馳せ参じたのはわずか4,000人にすぎず、さらに1,000人が途中で離脱した。それでも行動が中止されることはなく、ユーフラテス川を遡り、ジャズィーラ（メソポタミア北部）に向けて移動した。タッワーブーンの一団はすべてが騎兵であり、十分な装備を調えていた。

### ウマイヤ朝
ヤズィード1世の後継者であるムアーウィヤ2世は即位後わずか数週間で死去し、その治世は短い期間で終わった。ムアーウィヤ2世を引き継ぐのに適したスフヤーン家（アブー・スフヤーンの子孫でムアーウィヤ1世からムアーウィヤ2世までのカリフが属していたウマイヤ家の家系の一つ）のカリフの候補者がいなかったため、シリアのウマイヤ朝の支持者たちはムアーウィヤ1世の再従兄弟にあたるマルワーン1世（在位：684年 - 685年）をカリフに選出した。マルワーン1世のカリフ位の継承は、メッカを本拠地とする対抗のカリフであるアブドゥッラー・ブン・アッ＝ズバイルの大義を支持したカイス族に率いられた北シリアのいくつかの部族の挑戦を受けた。マルワーン1世は684年のマルジュ・ラーヒトの戦いで6,000人の小規模な部隊でもってこれらの部族を破った。勝利の後にマルワーン1世はイブン・ズィヤードを再びイラクへ送り出した。イブン・ズィヤードは自身の部隊がイラクを再征服できるほど強力ではないことを理解していたため、マルジュ・ラーヒトの戦いでマルワーン1世に敵対していた部族までも含むさまざまなシリアのアラブ部族から兵士を採用することでウマイヤ朝の軍隊を強化しようとした。イブン・ズィヤードがタッワーブーンと対決する頃にはシリア軍は強力な軍隊に成長していた。

## 戦闘
シリアに向かう行軍の途中で、タッワーブーンはカルキースィヤーに短期間滞在した。前年のマルジュ・ラーヒトの戦いから逃れてきたカイス族がそこで強固な守備体制を築き上げており、訪れたタッワーブーンに対して物資を援助した。カイス族の指導者であるズファル・ブン・アル＝ハーリス・アル＝キラービーはスライマーン・ブン・スラドにウマイヤ朝の軍隊の居場所を伝え、荒れた草原地帯の中で作戦拠点として利用可能な町であるアイン・アル＝ワルダ（現代のラース・アル＝アインと同一視されている）に向かい、ウマイヤ朝の軍隊よりも先にそこへ到着するように勧めた。大きな戦力差を考慮し、ズファルは会戦を避け、代わりに騎兵隊を小規模な分隊に分割して敵の側面に対して絶えず小競り合いを繰り返すように進言した。「敵にめがけて矢を放ち、開けた場所で突きかかるのは敵が数で勝っているからだ。そして包囲を受けないという確信は持てない」。タッワーブーンの部隊に歩兵がいないことに気づいたズファルは、二つの分隊を組ませ、必要な時には片方の分隊が騎兵、もう片方の分隊が歩兵として戦えるようにすることも勧めた。同情を示したにもかかわらず、ズファルはタッワーブーンの試みに希望を見い出せず、その場でタッワーブーンに加わることは自重した。それでもなお、ズファルはスライマーンに対してカルキースィヤーに留まり、ともにウマイヤ朝と戦うことを提案したが、スライマーンは提案を拒否した。
ズファルの進言に従ってタッワーブーンはアイン・アル＝ワルダの外側で町を背後にして野営し、ウマイヤ朝の軍隊が到着するまでの5日間を休息に充てた。ウマイヤ朝軍の総勢は20,000人であったが、2人の野戦軍の指揮官が対立したために2つの部隊に分割された。およそ8,000人の部隊がシュラフビール・ブン・ズィール＝カラーの指揮下にあり、残りの者がフサイン・ブン・ヌマイル（以下、イブン・ヌマイル）の指揮下に入った。シュラフビールはイブン・ヌマイルに先んじて最初に到着し、野営地を築いたものの、タッワーブーンによる攻撃を受けてその部隊は逃亡した。その翌日にイブン・ヌマイルが自身の部隊とともに到着し、タッワーブーンに向けて降伏するように呼びかけた。これに対してタッワーブーンは同様にウマイヤ朝の軍隊の降伏と、フサインの殺害に関与した罪で処刑するために総司令官のイブン・ズィヤードの引き渡しを要求した。
戦闘は1月4日の水曜日に始まった。スライマーンはタッワーブーンの部隊を3つに分け、そのうち2つの部隊をウマイヤ朝軍の側面を攻撃するために送り、自身は中央に残った。初日の戦闘ではタッワーブーンの部隊はウマイヤ朝の部隊を撃退することに成功したが、翌日にイブン・ズィヤードがイブン・ヌマイルの指揮下で戦わせるためにシュラフビールを送り返し、数的優位によってウマイヤ朝軍が優勢を築き始めた。自軍の陣地を維持し続けたにもかかわらず、タッワーブーンの部隊は深刻な損失を被った。3日目の戦闘でタッワーブーンの部隊は完全に包囲された。スライマーンは自軍に馬を降りて徒歩で前進し、一対一の戦闘に臨むように命じた。ウマイヤ朝の部隊はタッワーブーンに対して矢を降らせ始め、その部隊をほぼ全滅させた。スライマーンは矢に斃れ、残りの4人の指揮官のうち3人が続けざまに殺された。最終的に、タッワーブーンの軍旗が最後に残った指揮官のリファー・ブン・シャッダードの手に渡った。この時点でタッワーブーンはアル＝マダーインとバスラの支持者による援軍が自軍に加わるために進軍中であるという知らせを受けていたが、もはや全滅寸前の状況であったために、リファーは援軍を待たずに数人の生存者とともに戦場を離脱し、夜の間にカルキースィヤーへ逃れた。

## 戦闘後の経過
生き残ったわずかなタッワーブーンは犠牲の誓約を果たせなかったことへの悔恨の念を抱いた。生存者は以前にウマイヤ朝の総督によってカルバラーの戦いでフサインへの支援を妨害されていたもう一人のアリー家支持派の指導者であるムフタール・アッ＝サカフィーの下に加わった。ムフタールは組織力と政治的な計画が欠如しているとしてタッワーブーンの運動に批判的であった。スライマーンが死亡したことで、ムフタールは誰もが認めるクーファのアリー家支持派の指導者となった。また、ムフタールには長期的な計画とより組織化された活動の基盤があった。ムフタールは「フサインのための復讐」というタッワーブーンのスローガンを流用していたが、アリーの息子でフサインの異母弟であるムハンマド・ブン・ハナフィーヤの名の下でアリー家のカリフによる政権を樹立することも提唱していた。純粋なアラブ人による運動であったタッワーブーンとは対照的に、ムフタールは地元の非アラブ人の改宗者（マワーリー）にも支持を訴えた。さらに、ムフタールはナハ族の族長で有力な軍事指導者であったイブラーヒーム・ブン・アル＝アシュタル（以下、イブン・アル＝アシュタル）を味方に引き入れることに成功した。685年10月にムフタールはこれらの者たちが連合した部隊とともにクーファの支配権を奪うことに成功し、その結果、イラクの東部と北部の属領もムフタールの支配下に入った。その後、ムフタールはウマイヤ朝との戦闘のために大半が歩兵からなるイブン・アル＝アシュタルが指揮する13,000人の大規模な精鋭部隊を派遣した。イブン・アル＝アシュタルはハーズィルの戦いでウマイヤ朝軍を壊滅させ、イブン・ズィヤード、イブン・ヌマイル、そしてシュラフビールを殺害した。ムフタールは687年4月にバスラのズバイル家の総督であったムスアブ・ブン・アッ＝ズバイルによって殺害されるまで、イラクの大部分とジャズィーラの一部、アルミニヤ、そしてペルシアの西部と北部の一部（ジバールおよびアーザルバーイジャーン）を支配した。